# Thomas Cranmer

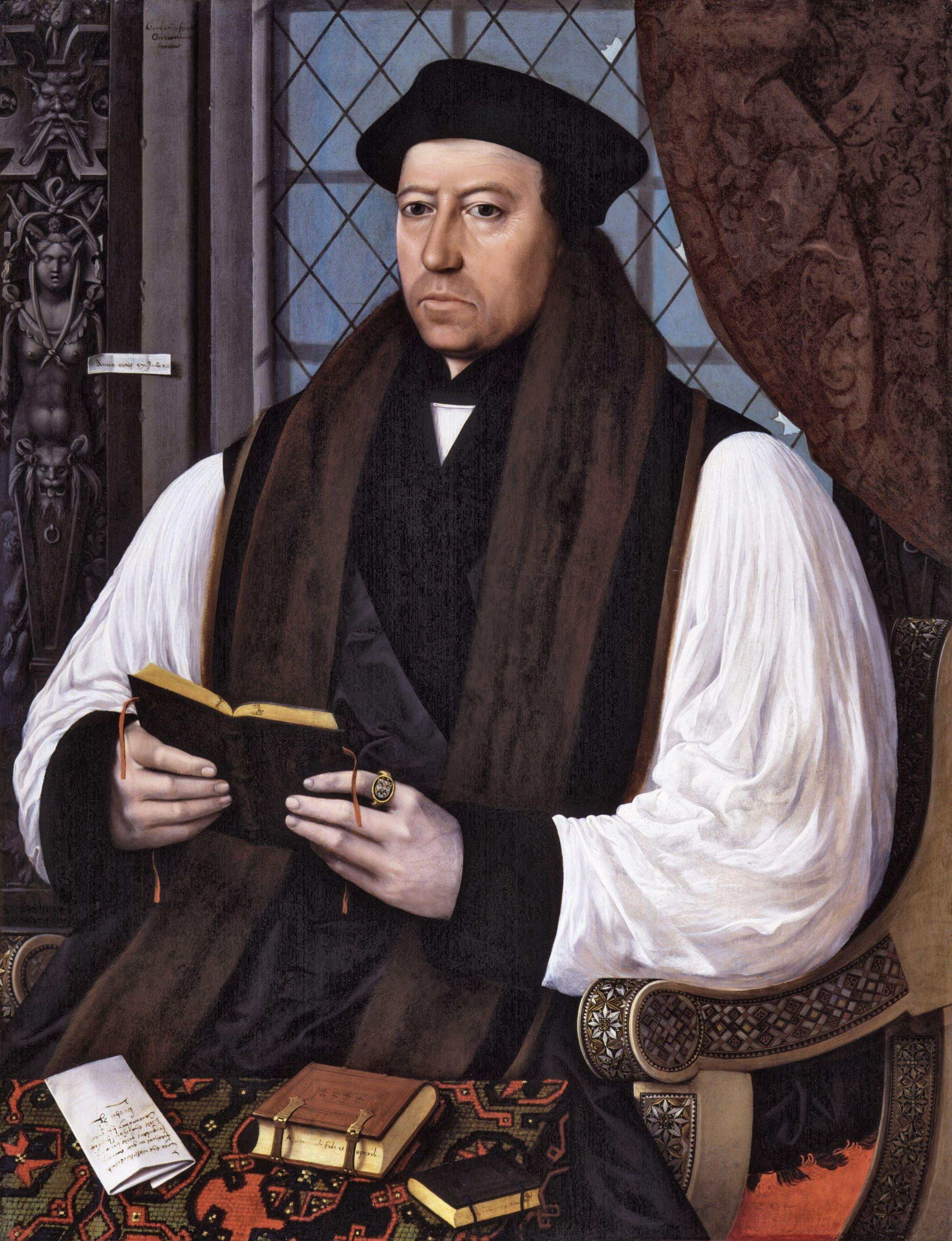
Thomas Cranmer im Jahr 1545 (Gemälde von Gerlach Flicke)

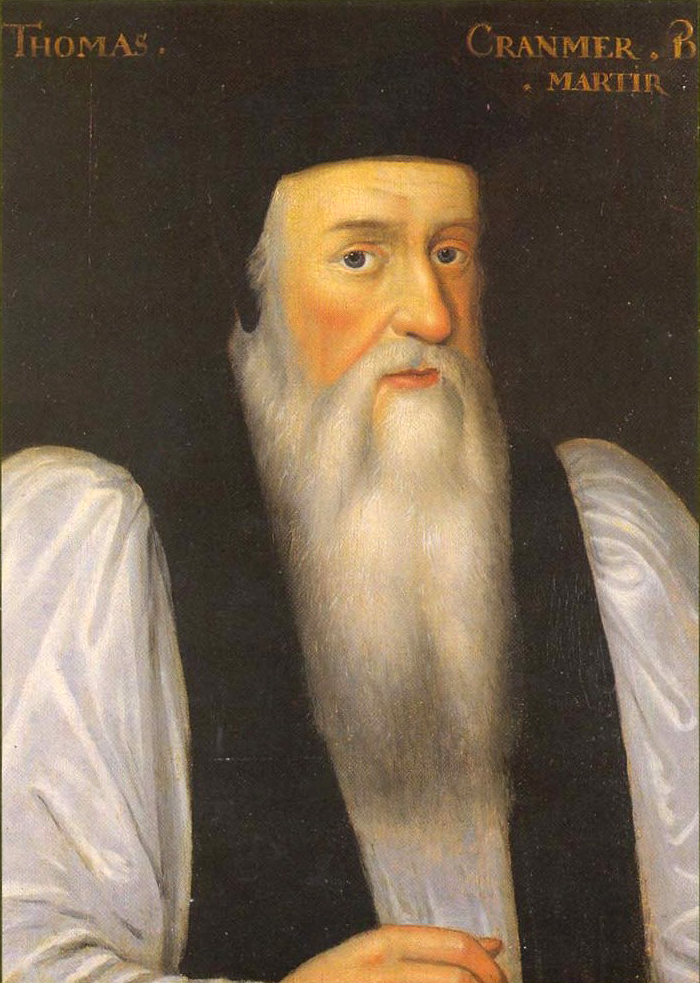
Thomas Cranmer nach dem Tod Heinrichs VIII.

Thomas Cranmer (* 2. Juli 1489 in Aslockton, Nottinghamshire; † 21. März 1556 in Oxford) war ein englischer Erzbischof von Canterbury (1533–1556), Reformator und Märtyrer.

## Leben
Cranmer studierte in Cambridge und wurde 1515 Magister und Fellow des Jesus Colleges. 1523 promovierte er zum Dr. theol. und erhielt an seiner Universität eine theologische Professur. Durch seine Unterstützung für Heinrich VIII. bei dessen Ehe-Annullierung von Katharina von Aragon gewann er die Gunst des Königs, der ihn am 22. August 1532 zum Nachfolger von William Warham erklärte. Am 30. März 1533 wurde Thomas Cranmer zum Erzbischof von Canterbury geweiht. Er erklärte die im Januar 1533 geschlossene Ehe Heinrichs VIII. mit Anne Boleyn für gültig und damit auch die Scheidung von Katharina von Aragón für rechtens. Damit zog er den Zorn des Vatikans auf sich, der mit einer päpstlichen Bannandrohung und ein Jahr später mit Bann antwortete. Heinrich VIII. erklärte daraufhin die Loslösung der englischen Kirche von Rom und sich selbst zum Oberhaupt der Church of England. 1547 stellte Cranmer das Book of Common Prayer zusammen, die bis heute fortwirkende Agende der anglikanischen Kirche.
Nach dem Tode Heinrichs und seines Nachfolgers Eduard VI. und der Absetzung von Heinrichs Nichte Jane Grey durch Maria (die Katholische) kam die ältere Tochter Heinrichs Maria die Katholische (Bloody Mary) an die Macht. Mit Hilfe von Reginald Pole unternahm sie den Versuch der Rekatholisierung Englands. Thomas Cranmer wurde am 8. September 1553 festgenommen und in den Tower of London gesperrt. In dem folgenden Prozess gegen ihn widerrief er angesichts von Folterdrohungen zunächst sein anglikanisches Bekenntnis, doch dann trat er in einer öffentlichen Erklärung in St. Mary’s in Oxford wieder davon zurück. Am 21. März 1556 wurde er seines Amtes enthoben und zum Tod auf dem Scheiterhaufen verurteilt. An seine Verbrennung und die vorhergehende Verbrennung zweier anderer anglikanischer Bischöfe, Nicholas Ridley und Hugh Latimer, erinnert das viktorianische Martyrs’ Memorial in Oxford.

## Gedenktag
- evangelisch: 21. März im Kalender der Evangelical Lutheran Church in America
- anglikanisch: 21. März[1]

## Romanhafte Darstellung
- Eric Malpass: On human frailty, 1986 (dt. Ausgabe Thomas Cranmer oder die Kraft der Schwäche. Rowohlt Verlag, Reinbek bei Hamburg 1986. 1290-ISBN 3 499 13399 7)
- C. J. Sansom: Heartstone, 2010 (dt. Ausgabe Pfeil der Rache. Fischer Taschenbuchverlag, Frankfurt am Main 2011. ISBN 978-3-596-19105-5)